# 18169 Amaldi
18169 Amaldi este un asteroid din centura principală de asteroizi.

## Descriere
18169 Amaldi este un asteroid din centura principală de asteroizi. A fost descoperit pe 20 august 2000 la Colleverde de Vincenzo Silvano Casulli. Asteroidul prezintă o orbită caracterizată de o semiaxă mare de 3,15 ua, o excentricitate de 0,16 și o înclinație de 10,1° în raport cu ecliptica.